# 벳푸 데루히코
벳푸 데루히코(일본어: 別府 輝彦, 1934년 3월 9일 ~ 2023년 11월 10일)는 일본의 응용미생물학자이며 도쿄 대학 명예교수이다.

## 인물
도쿄부 출신으로 1952년 도쿄 도립 도야마 고등학교를 졸업하고 1956년 도쿄 대학 농학부 농예화학과를 졸업했다. 1961년 도쿄 대학 대학원 화학계 연구과 농예화학전문과정 박사 과정을 수료했고 농학박사 학위를 받았다. 1969년 도쿄 대학 농학부 조교수, 1977년에 정교수가 됐고 1993년에는 도쿄 대학 생물생산공학연구센터장을 겸임했다. 1994년에 정년 퇴직함과 동시에 동 대학 명예교수가 됐고, 니혼 대학 생물자원과학부 교수를 역임했다. 1996년에 자수포장을 받았고 2006년에 종합과학연구소 교수를 지냈다. 1998년에 미생물 기능의 개발과 그 이용에 관한 기초적 연구로 일본 학사원상(야마다 히데아키와의 공동연구)을 수상했고 2004년에 일본 학사원 회원으로 선출됐다. 2009년 서보중광장, 2012년 문화공로자, 2022년 문화훈장 등을 수상했다.
2023년 11월 10일에 향년 89세의 일기로 사망했다. 사후에 종3위로 추서됐다.

## 논문
- 국립 정보학 연구소 수록 논문 - 국립 정보학 연구소